# Grand Prix Monaka 1967
Grand Prix Monaka 1967 (oficiálně XXV Grand Prix Automobile de Monaco) se jela na okruhu Circuit de Monaco v Monte Carlu v Monaku dne 7. května 1967. Závod byl druhým v pořadí v sezóně 1967 šampionátu Formule 1.

## Kvalifikace
| Poř. | No. | Jezdec               | Konstruktér     | Čas    | Ztráta |
| ---- | --- | -------------------- | --------------- | ------ | ------ |
| 1    | 8   | Jack Brabham         | Brabham-Repco   | 1:27.6 | —      |
| 2    | 18  | Lorenzo Bandini      | Ferrari         | 1:28.3 | +0.7   |
| 3    | 7   | John Surtees         | Honda           | 1:28.4 | +0.8   |
| 4    | 9   | Denny Hulme          | Brabham-Repco   | 1:28.8 | +1.2   |
| 5    | 12  | Jim Clark            | Lotus-Climax    | 1:28.8 | +1.2   |
| 6    | 4   | Jackie Stewart       | BRM             | 1:29.0 | +1.4   |
| 7    | 23  | Dan Gurney           | Eagle-Weslake   | 1:29.3 | +1.7   |
| 8    | 14  | Graham Hill          | Lotus-BRM       | 1:29.9 | +2.3   |
| 9    | 17  | Jo Siffert           | Cooper-Maserati | 1:30.0 | +2.4   |
| 10   | 16  | Bruce McLaren        | McLaren-BRM     | 1:30.0 | +2.4   |
| 11   | 2   | Johnny Servoz-Gavin  | Matra-Ford      | 1:30.4 | +2.8   |
| 12   | 5   | Mike Spence          | BRM             | 1:30.6 | +3.0   |
| 13   | 6   | Piers Courage        | BRM             | 1:30.6 | +3.0   |
| 14   | 20  | Chris Amon           | Ferrari         | 1:30.7 | +3.1   |
| 15   | 10  | Jochen Rindt         | Cooper-Maserati | 1:30.8 | +3.2   |
| 16   | 11  | Pedro Rodriguez      | Cooper-Maserati | 1:32.4 | +4.8   |
| DNQ  | 15  | Bob Anderson         | Brabham-Climax  | 1:30.6 | +3.0   |
| DNQ  | 1   | Jean-Pierre Beltoise | Matra-Ford      | 1:31.0 | +3.4   |
| DNQ  | 22  | Richie Ginther       | Eagle-Weslake   | 1:31.1 | +3.5   |

## Závod
| Poř. | No. | Jezdec               | Konstruktér     | Počet kol | Čas/Odstoupení    | Pořadí na startu | Body |
| ---- | --- | -------------------- | --------------- | --------- | ----------------- | ---------------- | ---- |
| 1    | 9   | Denny Hulme          | Brabham-Repco   | 100       | 2:34:34.3         | 4                | 9    |
| 2    | 14  | Graham Hill          | Lotus-BRM       | 99        | + 1 kolo          | 8                | 6    |
| 3    | 20  | Chris Amon           | Ferrari         | 98        | + 2 kola          | 14               | 4    |
| 4    | 16  | Bruce McLaren        | McLaren-BRM     | 97        | + 3 kola          | 10               | 3    |
| 5    | 11  | Pedro Rodriguez      | Cooper-Maserati | 96        | + 4 kola          | 16               | 2    |
| 6    | 5   | Mike Spence          | BRM             | 96        | + 4 kola          | 12               | 1    |
| Ret  | 18  | Lorenzo Bandini      | Ferrari         | 81        | Fatální nehoda    | 2                |      |
| Ret  | 6   | Piers Courage        | BRM             | 64        | Smyk              | 13               |      |
| Ret  | 12  | Jim Clark            | Lotus-Climax    | 42        | Zavěšení          | 5                |      |
| Ret  | 7   | John Surtees         | Honda           | 32        | Motor             | 3                |      |
| Ret  | 17  | Jo Siffert           | Cooper-Maserati | 31        | Tlak oleje        | 9                |      |
| Ret  | 4   | Jackie Stewart       | BRM             | 14        | Diferenciál       | 6                |      |
| Ret  | 10  | Jochen Rindt         | Cooper-Maserati | 14        | Převodovka        | 15               |      |
| Ret  | 23  | Dan Gurney           | Eagle-Weslake   | 4         | Palivové čerpadlo | 7                |      |
| Ret  | 2   | Johnny Servoz-Gavin  | Matra-Ford      | 4         | Vstřikování       | 11               |      |
| Ret  | 8   | Jack Brabham         | Brabham-Repco   | 0         | Motor             | 1                |      |
| DNQ  | 15  | Bob Anderson         | Brabham-Climax  |           |                   |                  |      |
| DNQ  | 1   | Jean-Pierre Beltoise | Matra-Ford      |           |                   |                  |      |
| DNQ  | 22  | Richie Ginther       | Eagle-Weslake   |           |                   |                  |      |

## Průběžné pořadí po závodě
Pohár jezdců
|        | Pořadí | Jezdec          | Body |
| ------ | ------ | --------------- | ---- |
| 3      | 1      | Denny Hulme     | 12   |
| 1      | 2      | Pedro Rodríguez | 11   |
| 6      | 3      | Graham Hill     | 6    |
| 2      | 4      | John Love       | 6    |
| 2      | 5      | John Surtees    | 4    |
| Zdroj: |        |                 |      |

Pohár konstruktérů
|        | Pořadí | Konstruktér     | Body |
| ------ | ------ | --------------- | ---- |
| 3      | 1      | Brabham-Repco   | 12   |
| 1      | 2      | Cooper-Maserati | 11   |
| 3      | 3      | Lotus-BRM       | 6    |
| 2      | 4      | Cooper-Climax   | 6    |
| 2      | 5      | Honda           | 4    |
| Zdroj: |        |                 |      |